# Toyoo Ashida
Toyoo Ashida (芦田 豊雄 Ashida Toyoo?, 21 de abril de 1944-23 de julio de 2011) fue un diseñador y director de anime japonés. Fue especialmente conocido por dirigir la serie de anime original El puño de la estrella del norte o Vampire Hunter D, así como hacer los diseños para Mashin Hero Wataru, Minky Momo y F-Zero: GP Legend. Fue el fundador del estudios de anime Studio Live y Japanese Animation Creators Association (JAniCA) junto a Satoshi Kon.
Sus estilos son parecidos a los de Akira Toriyama ya que trabajaron juntos en Dr. Slump. A su vez, tuvo fuertes influencias de Tex Avery, Bob Clampett, los Hermanos Fleischer, Harvey Kurtzman y Jack Davis.

## Trabajos
Como animador y creador de personajesː
- Xenosaga I y II (videojuego) (2006) - diseño de personajes
- Pokémon: Lucario y el misterio de Mew (2005) - key animator
- F-Zero: Farukon densetsu (Serie de TV) (2003) - diseño de personajes
- Saibôgu 009 (Serie de TV) (2001) - dirección de animación
- Chô mashin eiyûden Wataru (Serie de TV)  (1997) - diseño de personajes
- Kuso kagaku sekai garibaboi (Serie de TV) (1995) - diseño de personajes
- Mashin eiyuden Wataru: Warinaki toki no monogatari (Miniserie de TV) (1993) - diseño de personajes
- Megumi Hayashibara in El puente de los sueños (Video) (1993) - diseño de personajes
- Madô kingu Granzort: Bôken-hen (Miniserie de TV) - diseño de personajes
- Mashin eiyûden Wataru 2 (Serie de TV) (1990) - diseño de personajes
- Time Trouble Tondekeman (Serie de TV) (1989)  - diseño de personajes
- Ma do-o guranzoto saigo no majikaru taisen (Miniserie de TV) (1990) - diseño de personajes
- Pink mizu-dorobô ame-dorobô (Corto) (1990)  - diseño de personajes
- Mashin eiyuden Wataru: Sokaizan eiyu densetsu (Video) (1990) - diseño de personajes
- Madô kingu Granzort (Serie de TV) (1989)  - diseñador invitado
- Shin mashin eiyuden Wataru: Mashinzan-hen (Miniserie de TV) (1989) - diseño de personajes
- Mashin eiyûden Wataru (Serie de TV) (1988) - diseño de personajes
- Kosuke-sama Rikimaru-sama: Konpeitou no Ryuu  (1988) - dirección de animación
- Ultimate Teacher - Último Profesor (1988)  - dirección de animación
- Kindan no mokushiroku Crystal Triangle (1987) - diseño de personajes
- Delpower X Bakuhatsu Miracle Genki! (Video) (1986) - diseño de personajes
- Kyôshoku sôkô Guyver: Kikaku Gaihin (Video) (1986)  key animator
- Ginga hyôryû Vifam: Kieta 12-nin (Video) (1986) - dirección de animación
- Love Position Halley Densetsu (Video) (1985) - diseño de personajes
- Momo en el país de los sueños (Video) (1985) - diseño de personajes
- Chôriki Robo Galatt (Serie de TV) (1984) - dirección de animación
- Ginga hyôryû Baifamu (Serie de TV) (1983) - dirección de animación
- Mami Koyama in Mahô no purinsesu Minkî Momo (Serie de TV) (1982) - diseño de personajes
- Kyofu densetsu: Kaiki! Furankenshutain (1981) - diseño de personajes
- Uchû senshi Baldios (1981) - dirección de animación
- Maeterlinck no aoi tori: Tyltyl Mytyl no bôken ryokô (Serie de TV) (1980) - diseño de personajes
- Uchû senkan Yamato: Aratanaru tabidachi (1979) - dirección de animación
- Funny Rangers (Serie de TV) (1977) - dirección de animación
- Saraba Uchû Senkan Yamato: Ai no Senshitachi (1978) - dirección de animación
- Nave Espacial (1977) - dirección de animación
- Heidi (Serie de TV) (1974) - dirección de animación
- Mûmin (Serie de TV) (1972) - dirección de animación

Como director
- El puño de la estrella del norte (Serie de TV) (1984–1988)
- Dr. Slump and Arale-chan: Hoyoyo! City of Dreams, Mechapolis (1985)
- Vampire Hunter D (1985)
- El puño de la estrella del norte (1986)
- Kosuke and Rikimaru: Dragon of Konpei Island (1988) (también guionista con Akira Toriyama)
- Ultimate Teacher (1988)
- Gdleen (1990)
- Pink Mizu Dorobou Ame Dorobou (1990)
- El mundo de Narue (2003)
- Onegai My Melody (2005) (episodio 3)
- Sōten Kōro (2009)